# Visor för smutsiga öron
Visor för smutsiga öron är ett musikalbum av Stefan Demert från 1970.

## Låtlista
Sida A
1. Massageinstitutet
2. Den Stränge Fadern
3. Prinsen Prinsessan Och Draken
4. Min Faster
5. Tankar Vid En Tapet
6. Visa Från Glesbygden
7. Den Skräpiga Bakgården

Sida B
1. Marknadsvisa
2. Balladen om den kaxiga myran
3. I Norra Närke
4. Livselixiret
5. Emancipationsvisa (Emma Karolina Magdalena Makadam)
6. Prinsessan Och Den Förtrollade Grodan
7. Luring

Inspelad i januari 1970 i Metronome Studio, Stockholm

Produktion: Sid Jansson/Sven Lindholm

Inspelningstekniker: Åke Eldsäter

Konvolutets framsida: Stefan Demert